# 埃利·莱斯科
安托萬·路易·萊奧卡爾迪·埃利·萊斯科（法語：Antoine Louis Léocardie Élie Lescot，發音：[ɑ̃twan lwi leɔkaʁdi eli lɛsko]；1883年12月9日—1974年10月20日），海地穆拉托人出身的總統，由1941年5月15日－1946年1月11日出任海地總統。
他統治時期利用二次大戰的氣候加強與美國的關係，但他主持的政府也經過一段經濟低迷期和對持不同政見者的惡劣政治壓迫。

## 早期生活
他出身西北省的穆拉托人中產階級，他在海地角完成中學教育後前往太子港學習藥劑學，後從事出入口生意。他於1911年第一任妻子去世後進入政界，兩年後當選為眾議院議員。在1915年和1934年美國佔領海地期間曾逗留法國4年，他回國後在路易·博爾諾和斯泰尼奥·樊尚政府擔任行政職位。四年後，他被任命為駐鄰國多明尼加共和國，在那裡他假裝與總統拉斐爾·特魯希略聯盟，直到他被派往華盛頓出任大使。

## 戰時選舉
他和美國密切的政治和經濟關係對他出任總統奠定基礎，他獲得了美國國務院的隱性支持，為他在1941年總統競選成功有一定幫助。海地當地爭論需要一個黑人總統，以特魯希尤的財富影響力的優勢，以56票對58票擊敗另一位穆拉托候選人马克斯·于迪古。
萊斯科迅速採取行動，以鞏固自己對國家機器的控制，自己任命軍事衛隊的頭領和任命白人和穆拉托人精英成員集團進入主要的政府職位，包括他自己的兒子，這一行動為他贏得了海地大多數黑人極大的不屑。
在日本偷襲珍珠港之後，他對軸心國宣布戰爭，並承諾給盟軍戰爭一切必要的支持。他的政府與多明尼加共和國的特魯希略合作為歐洲猶太人提供庇護。在1942年，萊斯科聲稱因戰爭的必要中止憲法，海地議會不得不給他無限的行政權力，政治對手受到人身騷擾和保安部隊監視。

## 失敗的橡膠種植計劃
因軸心國封鎖了遠東的橡膠供應，萊斯科政府開始同美國合作，在海地農村擴大戰時橡膠生產。在1941華盛頓的美國進出口銀行授予$5000000美元發展在海地的橡膠廠。該計劃由美國-海地發展署和美國農藝師托馬斯·芬內爾共同管理。萊斯科大力支持該計劃，認為該計劃將使海地農業現代化。
但在實行時農民家庭被強行從海地最適合耕作的大片土地中移除，在熱雷米近1000000棵樹被砍伐和大批農民的房子，農業部長莫里斯·達爾蒂格（法語：Maurice Dartigue）寫信給芬內爾要求他遵守“海地農民的心態和城市居民的合法利益。
但是因乾旱造成歉收，沒有達到預期產量和金額不足製作橡膠成品出口，最後美國政府提供175000美元賠償流離失所的農民中止該計劃。
萊斯科擔心中止該計劃會造成失業率上升與有損形像，他要求橡膠發展公司逐漸停止該計劃直到戰爭結束，但遭到拒絕。

## 衰落和流放
隨著他的政府瀕臨破產，並為阻止經濟衰退，萊斯科承認失敗並與美國延遲償還債務。多明尼加共和國的特魯希略和他關係破裂，在海地他擴大了軍事衛隊部隊，用武力和恐嚇統治的制度。
同時他延長他的總統任期從五年至七年，即1946年。，他企圖箝制反對派的新聞引發了整個太子港反抗激烈的學生示威遊行。各反對派集結在總統府國家宮前抗議，工人罷工和政禱官員的家被洗劫一空。另一方面，他的穆拉托人出身使他不受黑人士兵支持。
萊斯科試圖下令軍隊鎮壓示威但被拒絕，他自己的生命處於危險之中，於是和他的內閣流亡國外。一個三人組成的軍政府接管他的政權位置，並承諾將組織選舉。萊斯科流亡的直接後果，一個獨立的廣播和平面媒體蓬勃發展，長期遭壓抑的持不同政見團體表示樂觀海地的未來。迪馬瑟·埃斯蒂梅最終成為美國佔領海地時期第一位黑人總統。